# Almaluez
Almaluez je obec a okres ve španělské provincii Soria v autonomním společenství Kastilie a León. V obci žije 124 obyvatel. Leží v časovém pásmu UTC+01:00. Rozloha obce činí 159,11 km² a hustota zalidnění je tak 0,87 obyvatel km². Leží v nadmořské výšce 823 m n. m. Starostou obce byl člen španělské Lidové strany Santiago Bordejé Hernando. Obec je spravována sedmičlennou radou. 